# Chris Byrd
Christopher Cornelius "Chris" Byrd, född 15 augusti 1970 i Flint, Michigan, är en amerikansk före detta tungviktsboxare som under olika perioder i början och mitten på 2000-talet var världsmästare för organisationerna WBO respektive IBF.

## Boxningskarriär

### Som proffs

#### Världsmästare x 2
Byrd blev WBO-mästare i april 2000 efter att motståndaren och regerande mästaren Vitali Klitschko tvingats bryta på grund av axelskada efter den nionde ronden. Byrd låg då under på samtliga domares scorekort (83-88, 82-89, 83-88). Byrd förlorade sedan titeln i sitt första titelförsvar, mot den besegrade Klytjkos yngre bror, Wladimir Klitschko. Byrd förlorade matchen stort på poäng efter 12 ronder. blev där totalt utmanövrerad (106-120, 107-119, 108-118).
Byrd vann sedan den vakanta IBF-titeln år 2002 mot en åldrad Evander Holyfield. Denna titel försvarade han fyra gånger innan han i april 2006 åter stötte på den yngre brodern Klitschko. Efter en nedslagning i rond 7 bröt domaren matchen till fördel för ukrainaren som dominerat matchen förutom rond 1. Efteråt hyllade den nye mästaren Byrd som en "...fighter med ett stort, stort hjärta".

#### Slutet
Byrd gick sedan endast tre ytterligare matcher, varav två förluster (en mot blivande världsmästaren Aleksandr Povetkin), innan han avslutade sin karriär med en vinst via TKO över Mathias Sandow i mars 2009.

## Utanför ringen
Byrd är djupt troende kristen.

### Webbkällor
- Officiell webbplats
- Byrd på Boxrec